# Ronnie Lane's Mobile Studio
Ronnie Lane's Mobile Studio, também conhecido como LMS, é um estúdio de gravação móvel que pertenceu originalmente ao músico britânico Ronnie Lane.
Um dos primeiros estúdios do gênero, foi encomendado por ele em 1972 ao engenheiro de som Ron Nevison. Construído em um trailer Airstream importado dos Estados Unidos em 1968 por Lane, foi equipado com estúdio de 8 canais (posteriormente ampliado para 16), uma mesa de mixagem Helios, máquinas de gravação Studer e Revox e um aparelho de monitoração Tannoy.
Depois de deixar o The Faces em 1973, Lane fixou o estúdio em sua fazenda em Powys, País de Gales. Ali ele usou-o para gravar seu primeiro álbum solo, Anymore for Anymore, lançado em 1974. Também empregou-o para a gravação de One for the Road, de 1976, posando para a capa do disco em frente ao trailer.
Diagnosticado com esclerose múltipla no começo da década de 1980, Lane mudou-se para os Estados Unidos para o tratamento médico, vendendo o estúdio móvel em 1982. O LMS continuou sendo usado para gravações particulares até ser completamente reformado na década de 2000, quando foi associado a um projeto de produção de vinis de alta qualidade chamado "LMS Vinyl".

## Álbuns gravados com o LMS
Além de usar o estúdio para suas próprias gravações, Lane costumava alugá-lo para outros músicos. Entre os álbuns gravados com o LMS estão:
- Eric Clapton, Rainbow Concert (1973)
- The Who: Quadrophenia (1973) e The Who By Numbers (1975)
- Rick Wakeman: Journey to the Centre of the Earth (1974)
- Peter Frampton: Frampton (1974)
- Bad Company: Bad Company (1974) e Straight Shooter (1975)
- Led Zeppelin: Physical Graffiti (1975)